# Persone di cognome Brown/Giocatori di football americano
| Questa pagina contiene informazioni ricavate automaticamente dalle voci biografiche con l'ausilio del template Bio e di un bot. L'aggiornamento è periodico e automatico e ricostruisce completamente la pagina. Se manca una persona in questa lista, sei pregato di non aggiungerla, ma accertati piuttosto che la sua voce biografica contenga il template Bio e che i dati anagrafici siano correttamente compilati. Se il template Bio manca, inseriscilo tu stesso o, in alternativa, metti l'avviso {{tmp\|Bio}} che ne segnala la mancanza. Se i dati riportati sono sbagliati, correggi direttamente la voce biografica; le modifiche saranno visibili in questa lista entro pochi giorni. Per chiarimenti vedi il progetto antroponimi. La lista contiene solo le 71 persone che sono citate nell'enciclopedia e per le quali è stato implementato correttamente il template Bio. Pagina aggiornata al 7 mag 2025. |

Questa è una lista di persone presenti nell'enciclopedia che hanno il cognome Brown e sono giocatori di football americano.

## A(4)
- Adehkeem Brown, giocatore di football americano statunitense (Saint Louis)
- Alex Brown, giocatore di football americano statunitense (Phoenix, n. 1996)
- Anthony Brown, giocatore di football americano statunitense (Tampa, n. 1993)
- A.J. Brown, giocatore di football americano statunitense (Starkville, n. 1997)

## B(4)
- Blair Brown, giocatore di football americano statunitense (Moreno Valley, n. 1994)
- Bob Brown, giocatore di football americano statunitense (Cleveland, n. 1941 - Oakland, † 2023)
- Brittain Brown, giocatore di football americano statunitense (Canton, n. 1997)
- Bryce Brown, ex giocatore di football americano statunitense (Wichita, n. 1991)

## C(11)
- Cam Brown, giocatore di football americano statunitense (n. 1998)
- Chad Brown, ex giocatore di football americano statunitense (Altadena, n. 1970)
- Charles Brown, giocatore di football americano statunitense (Chino Hills, n. 1987)
- Charlie Brown, ex giocatore di football americano statunitense (Charleston, n. 1958)
- Ed Brown, giocatore di football americano statunitense (San Luis Obispo, n. 1928 - Kennewick, † 2007)
- Chase Brown, giocatore di football americano canadese (London, n. 2000)
- Chykie Brown, giocatore di football americano statunitense (Houston, n. 1986)
- Colin Brown, giocatore di football americano statunitense (Chillicothe, n. 1985)
- Corey Brown, giocatore di football americano statunitense (Filadelfia, n. 1991)
- Courtney Brown, ex giocatore di football americano statunitense (Charleston, n. 1978)
- Curtis Brown, giocatore di football americano statunitense (Longview, n. 1988)

## D(9)
- Darrick Brown, ex giocatore di football americano statunitense (Tangipahoa, n. 1984)
- Dave Brown, giocatore di football americano statunitense (Akron, n. 1953 - Lubbock, † 2006)
- Dave Brown, ex giocatore di football americano statunitense (Summit, n. 1970)
- Dennis Brown, ex giocatore di football americano statunitense (Los Angeles, n. 1967)
- Deonte Brown, giocatore di football americano canadese (Decatur, n. 1998)
- Derek Brown, ex giocatore di football americano statunitense (Fairfax, n. 1970)
- Derrick Brown, giocatore di football americano statunitense (Sugar Hill, n. 1998)
- Duane Brown, giocatore di football americano statunitense (Richmond, n. 1985)
- Dyami Brown, giocatore di football americano statunitense (Charlotte, n. 1999)

## E(2)
- Eddie Brown, ex giocatore di football americano statunitense (Miami, n. 1962)
- Evan Brown, giocatore di football americano statunitense (Southlake, n. 1996)

## J(11)
- Jalil Brown, giocatore di football americano statunitense (Phoenix, n. 1987)
- James Brown, giocatore di football americano statunitense (Chicago, n. 1988)
- Jaron Brown, giocatore di football americano statunitense (Gainesville, n. 1990)
- Jason Brown, ex giocatore di football americano statunitense (Henderson, n. 1983)
- Jatavis Brown, giocatore di football americano statunitense (Belle Glade, n. 1994)
- Jerome Brown, giocatore di football americano statunitense (Brooksville, n. 1965 - Brooksville, † 1992)
- Ji'Ayir Brown, giocatore di football americano statunitense (Trenton, n. 2000)
- Jim Brown, giocatore di football americano, attore e filantropo statunitense (St. Simons, n. 1936 - Los Angeles, † 2023)
- John Brown, giocatore di football americano statunitense (Homestead, n. 1990)
- Josh Brown, ex giocatore di football americano statunitense (Tulsa, n. 1979)
- Justin Brown, giocatore di football americano statunitense (Cheltenham, n. 1991)

## K(1)
- Kris Brown, giocatore di football americano statunitense (Irving, n. 1976)

## L(2)
- Larry Brown, ex giocatore di football americano statunitense (Clairton, n. 1947)
- Larry Brown, ex giocatore di football americano statunitense (Jacksonville, n. 1949)

## M(5)
- Malcom Brown, giocatore di football americano statunitense (Brenham, n. 1994)
- Marlon Brown, giocatore di football americano statunitense (Memphis, n. 1991)
- Marquise Brown, giocatore di football americano statunitense (Hollywood, n. 1997)
- Micah Brown, ex giocatore di football americano statunitense (Staten Island, n. 1986)
- Montaric Brown, giocatore di football americano statunitense (Ashdown, n. 1999)

## N(1)
- Noah Brown, giocatore di football americano statunitense (Flanders, n. 1996)

## O(1)
- Omar Brown, giocatore di football americano statunitense (Moncks Corner, n. 1988)

## P(2)
- Pharaoh Brown, giocatore di football americano statunitense (Cleveland, n. 1994)
- Preston Brown, giocatore di football americano statunitense (Cincinnati, n. 1992)

## R(5)
- Reggie Brown, ex giocatore di football americano statunitense (Highland Park, n. 1973)
- Reggie Brown, ex giocatore di football americano statunitense (Austin, n. 1974)
- Ricky Brown, ex giocatore di football americano statunitense (Cincinnati, n. 1983)
- Roosevelt Brown, giocatore di football americano statunitense (Charlottesville, n. 1932 - Mansfield Township, † 2004)
- Ruben Brown, ex giocatore di football americano statunitense (Englewood, n. 1972)

## S(3)
- Spencer Brown, giocatore di football americano statunitense (Lenox, n. 1998)
- Stevie Brown, giocatore di football americano statunitense (Dallas, n. 1987)
- Sydney Brown, giocatore di football americano canadese (London, n. 2001)

## T(7)
- Tarell Brown, giocatore di football americano statunitense (New York, n. 1985)
- Tom Brown, giocatore di football americano e giocatore di baseball statunitense (Laureldale, n. 1940 - Salisbury, † 2025)
- Ted Brown, ex giocatore di football americano statunitense (High Point, n. 1957)
- Tim Brown, ex giocatore di football americano statunitense (Dallas, n. 1966)
- Ben Brown, giocatore di football americano statunitense (Vicksburg, n. 1998)
- Tre Brown, giocatore di football americano statunitense (Tulsa, n. 1997)
- Trent Brown, giocatore di football americano statunitense (Bastrop, n. 1993)

## W(2)
- Bill Brown, giocatore di football americano statunitense (Mendota, n. 1938 - Edina, † 2018)
- Willie Brown, giocatore di football americano e allenatore di football americano statunitense (Yazoo City, n. 1940 - Tracy, † 2019)

## Z(1)
- Zach Brown, giocatore di football americano statunitense (Columbia, n. 1989)